# Knislinge socken
Knislinge socken i Skåne ingick i Östra Göinge härad, ingår sedan 1974 i Östra Göinge kommun och motsvarar från 2016 Knislinge distrikt.
Socknens areal är 41,53 kvadratkilometer varav 40,80 land.  År 2000 fanns här 3 411 invånare. Tätorten Knislinge med sockenkyrkan Knislinge kyrka ligger i socknen.

## Administrativ historik
Socknen har medeltida ursprung. 
Vid kommunreformen 1862 övergick socknens ansvar för de kyrkliga frågorna till Knislinge församling och för de borgerliga frågorna bildades Knislinge landskommun. Landskommunen utökades 1952 och uppgick 1974 i Östra Göinge kommun. Församlingen uppgick 2006 i Knislinge-Gryts församling.
1 januari 2016 inrättades distriktet Knislinge, med samma omfattning som församlingen hade 1999/2000. 
Socknen har tillhört län, fögderier, tingslag och domsagor enligt vad som beskrivs i artikeln Östra Göinge härad. De indelta soldaterna tillhörde Norra skånska infanteriregementet, Liv- och Västra Göinge kompanier, Skånska husarregementet Sandby skvadron, Sandby kompani och Skånska dragonregementet Östra Göinge skvadron, Östra Göinge kompani.

## Geografi
Knislinge socken ligger norr om Kristianstad kring Helge å. Socknen är en odlad slättbygd med kuperad skogsbygd i öster.

## Fornlämningar
Från stenåldern finns boplatser och två hällkistor. Från bronsåldern finns gravhögar, gravrösen och skålgropsförekomster. Från järnåldern finns ett gravfält, skeppssättningar och domarringar.

## Namnet
Namnet skrevs 1407 Knydhzlingä och kommer från kyrkbyn. Namnet innehåller inbyggarbeteckningen inge med oklar tolkning av förleden..
Före 1940 skrevs namnet även Knisslinge socken.